# 大西翔太
大西 翔太（おおにし しょうた、1992年6月20日 - ）は、千葉県我孫子市出身、日本のゴルフツアープロコーチとして活躍するプロゴルファーである。女子プロゴルファー青木瀬令奈のコーチ兼キャディを務め、JLPGAツアー5勝を含む現在までの活躍に大きく貢献。人気ゴルフツアープロコーチとして、多くのメディアで活躍中。確立されたゴルフ理論と分かりやすい指導で、女性からも多くの支持を得る。実妹は女子プロゴルファーの大西葵。

## 経歴
茨城県のゴルフ名門校である水城高等学校を卒業、ゴルフ部の石井監督（当時）からの勧めもあり、コーチング理論を学びながら、実妹の女子プロゴルファー大西葵のサポートを行う。
2015年から、女子プロゴルファー青木瀬令奈のコーチ兼キャディとなって、青木のスイング改造に着手、最大でドライバーの飛距離40ヤードUPに成功、JLPGAツアーにおける成績向上を後押しするなど、初シード獲得に貢献する。（青木は翌年からシード権を9年連続して保持、2024シーズンもシード選手としてJLPGAツアーに参戦している）
2016年12月、PGAティーチングプロB級資格を取得、2017年1月1日に公益社団法人日本プロゴルフ協会に入会する。
2017年6月のヨネックスレディスゴルフトーナメントでは、青木のJLPGAツアー初優勝に大きく貢献、共に優勝カップを手にして喜びを分かち合う。
2018年1月には、PGAティーチングプロA級を取得すると共に、ジュニア指導員となる。 
2019年1月、ツアープロ鈴木貴也、ドラコンプロ竹田駿樹と共に、YouTubeチャンネル「TSTゴルフチャンネル」を開設。 
2020年4月、公式YouTubeチャンネル「大西翔太 GOLF TV」を開設、初心者から上級者まで幅広いレッスンの配信を開始。 
2021年6月の宮里藍サントリーレディスオープンゴルフトーナメントにて、4年ぶりとなる青木のJLPGAツアー2勝目をコーチ兼キャディとして二人三脚でつかみ、その献身的な支えが話題となる。
2021年7月、女子プロゴルファー澁澤莉絵留とコーチング契約を行い、青木を含めた「チーム大西」を結成、ツアープロコーチとして活動の幅を広げた。
2021年8月、女子プロゴルファー青木瀬令奈と「AIG女子オープン（全英女子）」(スコットランド・カーヌスティGL)に挑戦、初の海外メジャーという舞台を肌で感じ、新たな知見と学びを得た。
2021年10月、自身初となるゴルフレッスン書籍「軽く振ってきれいに飛ばす！！飛距離アップの正解」を河出書房新社より出版、30歳までに本を出版するという目標を29歳で叶えた。
2021年11月、ゴルフ専門誌「ワッグル」が選ぶベストレッスンに、２年連続で選出される。
2022年7月の資生堂レディスオープンにて、女子プロゴルファー青木瀬令奈のJLPGAツアー3勝目を、力強い歩幅と言葉で青木の背中を押し続け導いた。
2022年7月、素材やデザイン、全てを追求したゴルフウエア「BANDEL×大西翔太」コラボレーションアイテムを発売。
2023年2月、月刊ゴルフダイジェスト2023年4月号で、青木瀬令奈と共に表紙となる。同紙で選手以外の人物が表紙に出る初の快挙となった。
2023年3月のTポイント×ＥＮＥＯＳ ゴルフトーナメントにて、女子プロゴルファー青木瀬令奈をJLPGAツアー4勝目に導く。
2023年11月、ゴルフ業界へのアプローチ、ゴルファーへの集客など、展開するGOLFINプロジェクトのアンバサダー契約を締結。
2023年11月の大王製紙エリエールレディスオープンにて、女子プロゴルファー青木瀬令奈のJLPGAツアー5勝目に貢献、コンビを組む際に「5勝できるよ」と語った、有言実行のミッションを完遂した。
2024年3月、月刊ゴルフダイジェスト2024年4月号で、青木瀬令奈と共に二度目の表紙となる。

## 人物
爽やかで誠実なイケメン、老若男女、プロアマ問わず好かれる性格である。ムードメーカーの一面があり、同級生の仲間で配信しているYouTubeチャンネルでは、明るく楽しい素顔を見せている。一方で、自身のYouTubeチャンネルでは、テーマ別に分かりやすいゴルフ理論を展開、その真剣な眼差しで語りかける姿と、ゴルフに対する真っ直ぐな姿勢に定評がある。
ゴルフ歴は12歳から、ゴルフ以外のスポーツはスノーボード、日本舞踊、趣味は中国の歴史と紹介される。
元水城高等学校ゴルフ部監督の石井貢（現在は、明秀学園日立高校ゴルフ部を指導）を師と仰ぐ。
エージェント契約を締結しているONECLIPやリシャール・ミルファミリー、スポンサー契約のJTEKTを通じ、プロサッカー選手の遠藤保仁、レーシングドライバーの松下信治、プロ野球阪神タイガースの梅野隆太郎など、多様なトップアスリートと交流、ランドローバー・ドライバーズの活動を通じた、ヒップホップMCのAK-69との交流がある。

## メディア出演
- 青木瀬令奈のメイクアップゴルフ2｜スカイA[45]
- 体感ゴルフBODY｜スカイA[46]
- GOLF Net TV[47]
- EAGLE VISION watch ACE CM「オートディスタンス機能編」ＣＭ｜朝日ゴルフ[48]
- EAGLE VISION watch ACE CM「ベタピンナビ編」ＣＭ｜朝日ゴルフ[49]
- GOLF NETWORK（ゴルフネットワーク）[50]
- GOLFavoゴルファボ[51]
- ALBA（グローバルゴルフメディアグループ）レッスン・連載[52]
- GDO（ゴルフダイジェストオンライン）レンッスン・練習[53]
- ゴルフトゥデイ・チャンネル[54]
- BUZZ GOLF[55]
- SRIXON レインウエアMOVE MASTER2 イメージキャラクター[56]
- BANDEL【特別対談】大西翔太プロ×青木瀬令奈プロが語る【BANDELのチカラ】[57]
- なみきゴルフチャンネル[58]
- ゴルフダイジェスト「大西翔太のSWINGど真ん中」連載[59]

## スポンサー契約
- 住友ゴム工業株式会社スポーツ事業本部（ダンロップゴルフ用品）[60][61]
- 朝日ゴルフ株式会社（EAGLE VISION,ごるトレ）[62]
- EYEVOL（アイウェア）[63]
- BANDEL（磁気ネックレス,アクセサリー,ウェア）[64]
- WHITE BOX（美容サロン）[65]
- ONECLIP（アスリートマネジメント）[66]
- LAND ROVER（ランドローバー・ドライバーズ）[67]
- JTEKT（スポンサー契約）[68]